# Liste der Ortschaften im Bezirk St. Johann im Pongau
Die Liste der Ortschaften im Bezirk St. Johann enthält die Gemeinden und ihre zugehörigen Ortschaften im salzburgischen Bezirk St. Johann im Pongau. Stand Ortschaften: 1. Jänner 2022
Kursive Gemeindenamen sind keine Ortschaften, in Klammern der Status Markt bzw. Stadt. Die Angaben erfolgen im offiziellen Gemeinde- bzw. Ortschaftsnamen, wie von der Statistik Austria geführt.
- Altenmarkt im Pongau (Markt)
- Bad Gastein
- Bad Hofgastein (Markt)
  - Anger
  - Breitenberg
  - Gadaunern
  - Harbach
  - Heißingfelding
  - Laderding
  - Vorderschneeberg
  - Weinetsberg
  - Wieden

- Bischofshofen (Stadt)
  - Alpfahrt
  - Buchberg
  - Gainfeld
  - Haidberg
  - Kreuzberg
  - Laideregg
  - Mitterberghütten
  - Winkl

- Dorfgastein
  - Bergl
  - Klammstein
  - Luggau
  - Maierhofen
  - Unterberg

- Eben im Pongau
  - Gasthofberg
  - Schattbach

- Filzmoos
  - Neuberg

- Flachau
  - Feuersang
  - Höch
  - Reitdorf

- Forstau
- Goldegg
  - Altenhof
  - Boden
  - Buchberg
  - Enkerbichl
  - Hasling
  - Hofmark
  - Maierhof
  - March
  - Mitterstein
  - Oberhof
  - Schattau
  - Weng

- Großarl (Markt)
- Hüttau
  - Bairau
  - Iglsbach
  - Sonnberg
  - Sonnhalb

- Hüttschlag
  - Karteis
  - See

- Kleinarl
- Mühlbach am Hochkönig
  - Schlöglberg

- Pfarrwerfen
  - Dorf
  - Dorfwerfen
  - Ellmauthal
  - Grub
  - Laubichl
  - Lehen
  - Maier
  - Pöham
  - Schlaming

- Radstadt (Stadt)
  - Höggen
  - Löbenau
  - Mandling
  - Schwemmberg

- Sankt Johann im Pongau (Stadt)
  - Einöden
  - Floitensberg
  - Ginau
  - Hallmoos
  - Maschl
  - Plankenau
  - Reinbach
  - Rettenstein
  - Urreiting

- Sankt Martin am Tennengebirge
  - Lammertal

- Sankt Veit im Pongau (Markt)
- Schwarzach im Pongau (Markt)
- Untertauern
  - Obertauern

- Wagrain (Markt)
  - Hof
  - Hofmarkt
  - Schwaighof
  - Vorderkleinarl
  - Wagrain Markt

- Werfen (Markt)
  - Imlau
  - Reitsam
  - Scharten
  - Sulzau
  - Wimm

- Werfenweng
  - Eulersberg
  - Lampersbach
  - Weng